# Beiwe

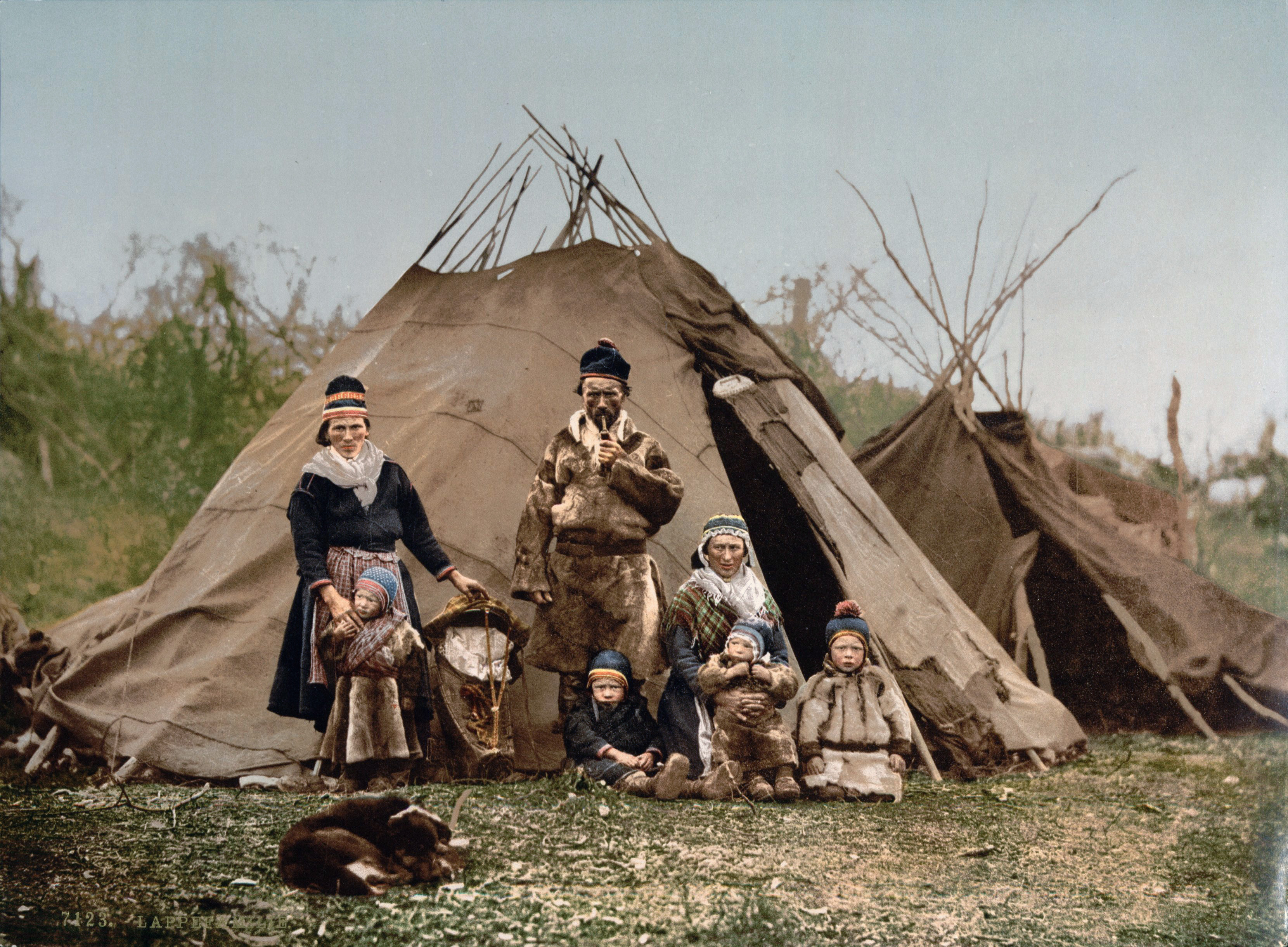
Familia lapona alrededor de 1900.

Beiwe es la diosa de la fertilidad, la primavera, el Sol y la cordura venerada por los sami, uno de los pueblos indígenas de Fennoscandia.
Se recurre a ella para tener éxito en la cría de renos y en casos de enfermedad. En honor a ella, también se consumía una comida de sacrificio, el girasol, en primavera e invierno.
El sol se ha considerado anteriormente una deidad femenina, lo que probablemente sea una generalización defectuosa. La misma de basa en Nicolaus Lundius y Samuel Rheen, citados por Johannes Schefferus como fuentes, según ellos los sami consideraban al Sol como "la madre de todos los seres vivos".  Sin embargo, en la tradición de los sami Skolt y Kola, el Sol ha sido descrito en todo el mundo como un hombre conduciendo en su horno. En las fuentes sami, por otro lado, el Sol es femenino. En los tambores de brujas de los sami del sur, el sol ha sido un patrón de diamantes en el medio. En otros tambores el sol también pudo haber estado en un círculo en la parte superior del tambor. 

## Desarrollo
En el mito sami, Beiwe viaja con su hija Beiwe-Neia a través del cielo en un recinto cubierto por huesos de reno, con lo que vuelven las plantas verdes a la tierra después del invierno, para que los renos puedan comer. También era llamada a restaurar la salud mental de los que se volvieron locos debido a la continua oscuridad del largo invierno.
Los Adoradores de Beiwe sacrificaban renos blancos hembras, y con la carne cortada en tiras trenzaban varas que luego curvaban para producir aros  los cuales adornaban con cintas y usaban para adornar sus lechos. También cubrían sus puertas con mantequilla para que Beiwe pudiera comer y así comenzar su viaje una vez más. Estas tradiciones constituían el Festival de Beiwe.
Beiwe está asociada con la fertilidad de plantas y animales, en particular del reno. Es un tipo de animismo que se clasifica en Fino-Urico.